# Maabara
Maabara (pronúncia: /Ma'abará/, plural: Maabarót) eram comunidades municipais temporárias em Israel dos anos 50, que absorveram imigrantes as grandes imigrações de judeus após a fundação do estado de Israel.
As maabarót foram erguidas perto de velhos municípios. A maioria das casas nas maabarót foram feitas de lata ou de tecidos. Algumas maabarót tornaram-se cidades e algumas juntaram-se a outros municípios, depois que o governo construíra casas fixas com infra-estrutura adequada para morar.